# Isola di Jaja
L'isola di Jaja (in russo остров Яя) o Yaya (nella traslitterazione anglosassone) è un'isola disabitata in Russia scoperta nel dicembre del 2013.

## Storia
È stata scoperta nel dicembre 2013 dall'equipaggio di un elicottero Mi-26 durante un volo di collaudo.
L'isola ha preso il nome di Jaja perché quando è stato chiesto chi l'avesse avvistata per primo, tutti i membri dell'equipaggio hanno iniziato a dire "Io! Io!", in russo "Ja! Ja!".